# MC Erik & Barbara
MC Erik & Barbara – słowacki duet muzyczny, w skład którego wchodzili Erik Aresta i Barbara Haščáková. Formacja tworzyła muzykę z gatunku eurodance.
Grupa powstała po odejściu Erika Aresty i Barbary Haščákovej z zespołu Maduar. Ich debiutancki album – U Can‘t Stop – wyszedł w 1995 roku, a drugi (zatytułowany Second) ukazał się rok później. Wypromowali przeboje takie jak „Keď príde láska”, „Anjel” czy „Sen”.

## Dyskografia
Albumy
- 1995: U Can’t Stop – Polygram, MC, CD[5]
- 1996: Second – Polygram, CD[5]
- 1996: U Can't Stop 96' version – Polygram, CD[5]
- 1997: Second and More – Polygram, CD[5]
- 1999: Gold – zlaté hity – Polygram, CD[5]
- 2010: 2010 – Trustia, CD[5]